# Municipio de Minnesota Falls
El municipio de Minnesota Falls (en inglés: Minnesota Falls Township) es un municipio ubicado en el condado de Yellow Medicine en el estado estadounidense de Minnesota. En el año 2010 tenía una población de 429 habitantes y una densidad poblacional de 5,29 personas por km².

## Geografía
El municipio de Minnesota Falls se encuentra ubicado en las coordenadas 44°45′12″N 95°33′16″O / 44.75333, -95.55444. Según la Oficina del Censo de los Estados Unidos, el municipio tiene una superficie total de 81.16 km², de la cual 80,54 km² corresponden a tierra firme y (0,77 %) 0,62 km² es agua.

## Demografía
Según el censo de 2010, había 429 personas residiendo en el municipio de Minnesota Falls. La densidad de población era de 5,29 hab./km². De los 429 habitantes, el municipio de Minnesota Falls estaba compuesto por el 54,78 % blancos, el 40,56 % eran amerindios, el 0,47 % eran asiáticos y el 4,2 % eran de una mezcla de razas. Del total de la población el 1,63 % eran hispanos o latinos de cualquier raza.